# 瓦尔克 (默兹省)
瓦尔克（法語：Warcq，法語發音：[waʁk]）是法国默兹省的一个市镇，属于凡尔登区。

## 地理
瓦尔克（49°11'34"N, 5°39'7"E）面积4.99 平方千米，位于法国大東部大區默兹省，该省份为法国西北部内陆省份，北与比利时接壤，西接马恩省和阿登省，南至上马恩省和孚日省，东临默尔特-摩泽尔省。
与瓦尔克接壤的市镇（或旧市镇、城区）包括：瓦夫尔地区班维尔、埃坦、居桑维尔、瓦夫尔地区埃梅维尔、瓦夫尔地区鲁夫尔。

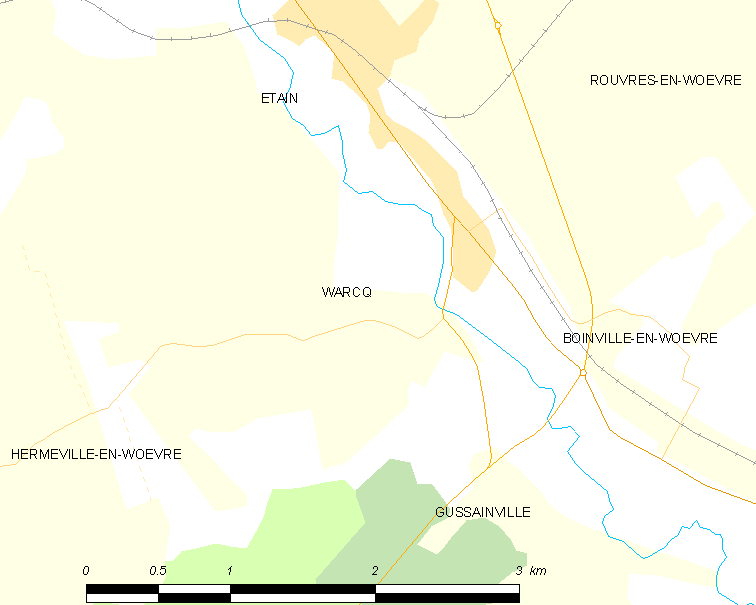
的OSM定位图

瓦尔克的时区为UTC+01:00、UTC+02:00（夏令时）。

## 行政
瓦尔克的邮政编码为55400，INSEE市镇编码为55578。

## 政治
瓦尔克所属的省级选区为埃坦县。

## 人口

1962-2008年间人口变化图示

瓦尔克于2022年1月1日时的人口数量为182人。